# 安妮·麦克莱恩
安妮·夏洛特·麦克莱恩（英語：Anne Charlotte McClain，1979年6月7日—），是一位美国陆军中校、工程师和NASA宇航员。作为NASA第二十一组宇航员中的一员，曾执行过远征58/59與远征72/73任务。

## 早年生活與教育
麥克萊恩生長於華盛頓州斯波坎，從小就想當太空人。1997年，麥克萊恩畢業於斯波坎的岡薩加預備學校。 她曾在斯波坎社區學院短暫學習過一段時間，在那裡打壘球，並在岡薩加大學參加了後備軍官訓練隊，等待被任命到西點軍校，在那裡她獲得了機械工程學士學位，並於 2002 年被任命為陸軍軍官。 隨後，她進入巴斯大學學習，並於2004年獲得航空太空工程碩士學位；之後進入布里斯托大學學習，並於2005年獲得國際關係碩士學位。 上述兩個碩士學位均透過馬歇爾獎學金完成。 她關於自由滾轉非細長三角翼的非定常空氣動力學和流動可視化的研究成果後來透過美國航空太空學會發表。
麥克萊恩曾隨「非洲十字路口行動」前往非洲八週，參與烏干達的一個建設計畫。

## 運動員生涯
麥克萊恩是一名狂熱的橄欖球運動員，曾參加過英格蘭女子橄欖球超級聯賽以及美國女子國家橄欖球聯盟隊。.儘管在美國陸軍服役的經歷阻礙了她的國際橄欖球生涯，使她無法參加2006年世界盃女子橄欖球賽，但她仍然參加了該級別的比賽長達十年，只有一次因被派往伊拉克而中斷， 她將自己成為太空人的成功歸功於這項運動。
在林登·詹森太空中心YouTube頻道發布的採訪中，麥克萊恩表示，橄欖球訓練對在中性浮力池中穿著太空衣進行訓練很有幫助。

## 軍事生涯

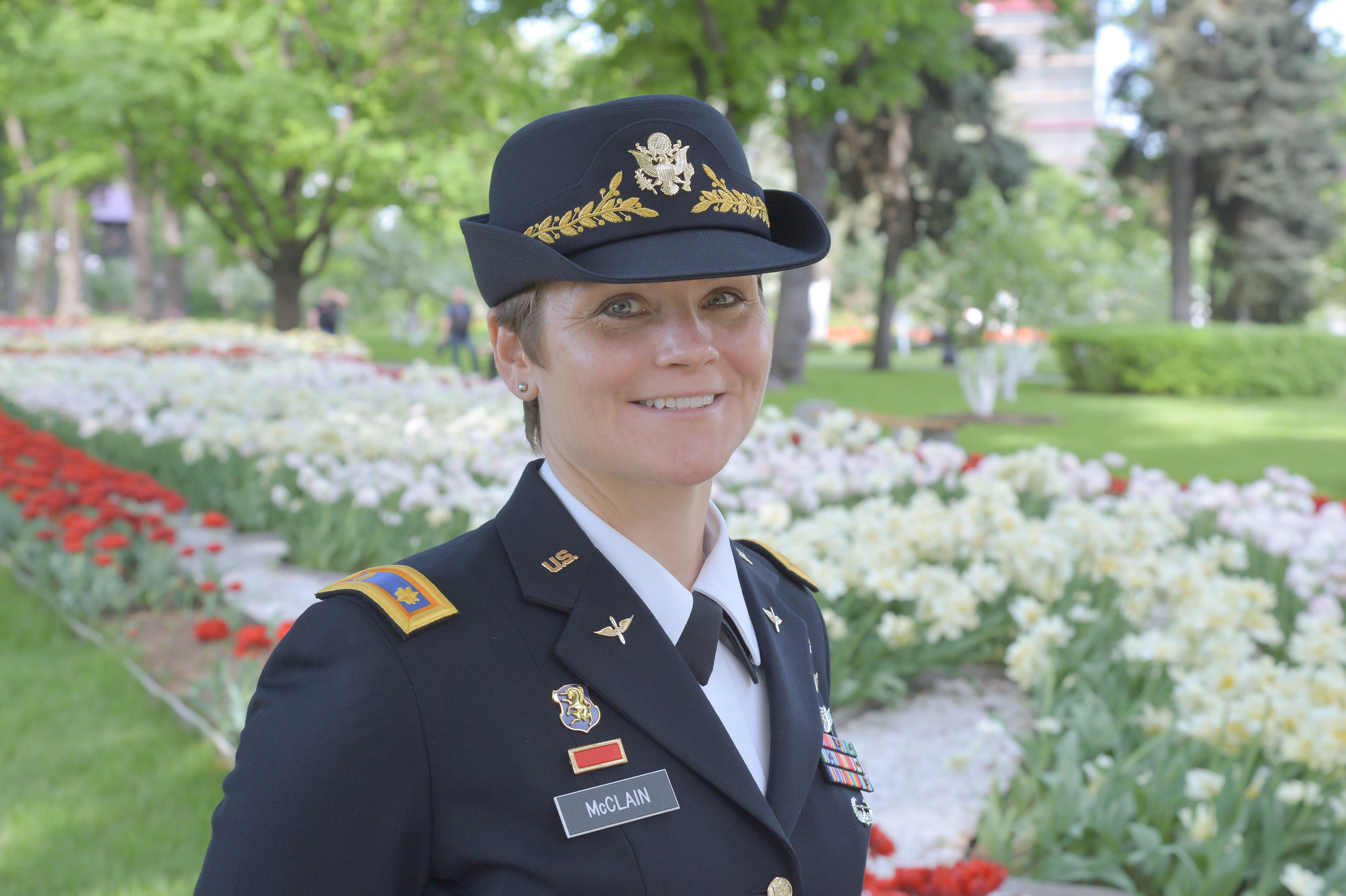
2018年，麥克萊恩身著陸軍軍裝

完成學業後，麥克萊恩成為OH-58D 奇奧瓦戰士直升機飛行員。她被部署到夏威夷惠勒空軍基地第6騎兵團第2營。麥克萊恩的軍階不斷晉升，從空中交通管制排長、航空中級維修排長一直升為支隊指揮官。
作為伊拉克自由行動的一部分，麥克萊恩被部署到波斯灣，在15個月的部署期間飛行了800小時並執行了216次戰鬥任務。
2009年，麥克萊恩參加了航空上尉職業課程，隨後被分配到魯克爾堡第14航空團第1營，擔任營級作戰官和OH-58D教官。2010年5月，她被任命為第14航空團第1營C連指揮官，負責陸軍OH-58D的初始入伍訓練、教練飛行員訓練和維修試飛員訓練。她於2011年和2012年完成了指揮參謀學院和C-12固定翼多引擎資格課程。
她也曾擔任指揮中隊的情報官。 麥克萊恩於2013年6月從海軍試飛員學校畢業。 麥克萊恩的飛行時數總計超過2000小時，駕駛過包括奇奧瓦戰士、C-12休倫運輸機、UH-60黑鷹直升機、UH-72 拉科塔直升機在內的航空器。

## 太空人生涯

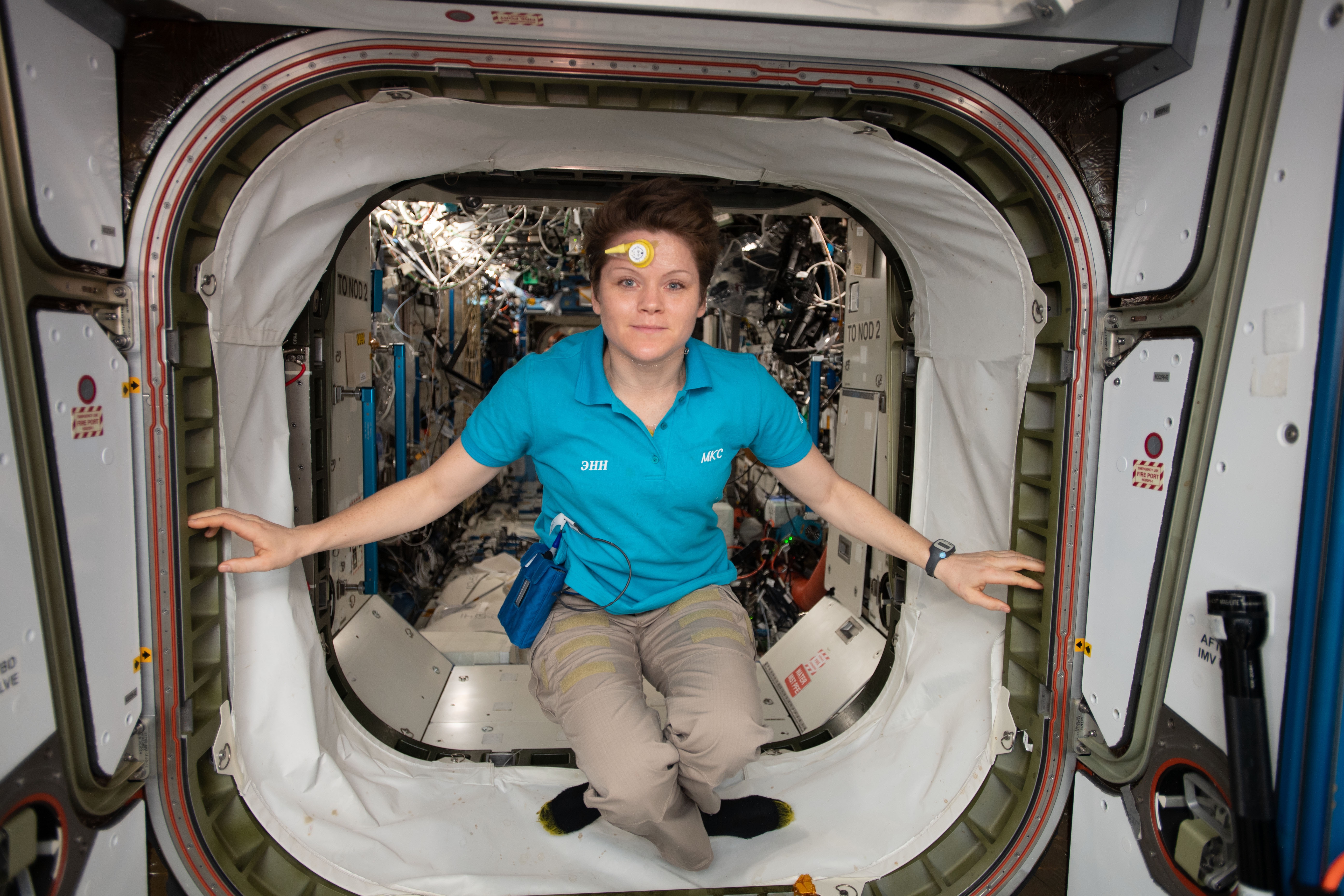
麥克萊恩在協和號和命運號間的氣閘艙內，額頭上戴著一個感測器，收集晝夜節律受到長時間太空飛行影響的數據

麦克莱恩被选为NASA第二十一组宇航员的成员，并于2015年7月完成训练。她于2018年12月前往国际空间站，并于2019年6月返回地球。2020年12月9日，麦克莱恩被宣布为NASA阿尔忒弥斯计划宇航员之一。

### 遠征58/59
在她的第一次太空飛行任務中，麥克萊恩被指派為國際太空站遠征60/61的飛行工程師，該遠徵隊計劃於 2019年6月至7月搭乘联盟MS-13發射升空，但2018年1月，NASA太空人珍妮特·埃普斯被從遠征56/57的主要機組人員中除名，導致她的候補塞丽娜·奥农-钱赛勒代替她參加了這次飛行。因此，麥克萊恩被提升為奧農-錢賽勒在遠征56/57中的後備機組人員，並與俄羅斯太空人奥列格·科诺年科和加拿大太空人大卫·圣雅克一起被分配到遠征58/59的主要機組人員中。
2018年12月3日，美國東部時間6點32分（格林威治標準時間 11點32分），遠征58/59三名太空人搭乘联盟MS-11從哈薩克拜科努爾太空發射場發射升空，前往國際太空站。聯盟MS-11原定於2018年12月20日發射，但因2018年10月11日搭載遠征57/58的联盟MS-10發射失敗而提前。六個小時後，機組人員成功與國際太空站會合，與遠征57機組人員一起度過了兩週多的時間，由於MS-10發射失敗，遠征57的登陸被推遲。
2019年3月22日，麥克萊恩和尼克·黑格進行了首次太空漫步以安裝轉接板，而Dextre則在太空漫步間更換電池。艙外活動持續了6小時39分鐘。他們還清理了團結號艙內的碎片，為天鵝座NG-11於4月抵達做準備，存放了修理軟管旋轉接頭的工具，並固定了太陽能電池陣列毯盒上的拉緊裝置。

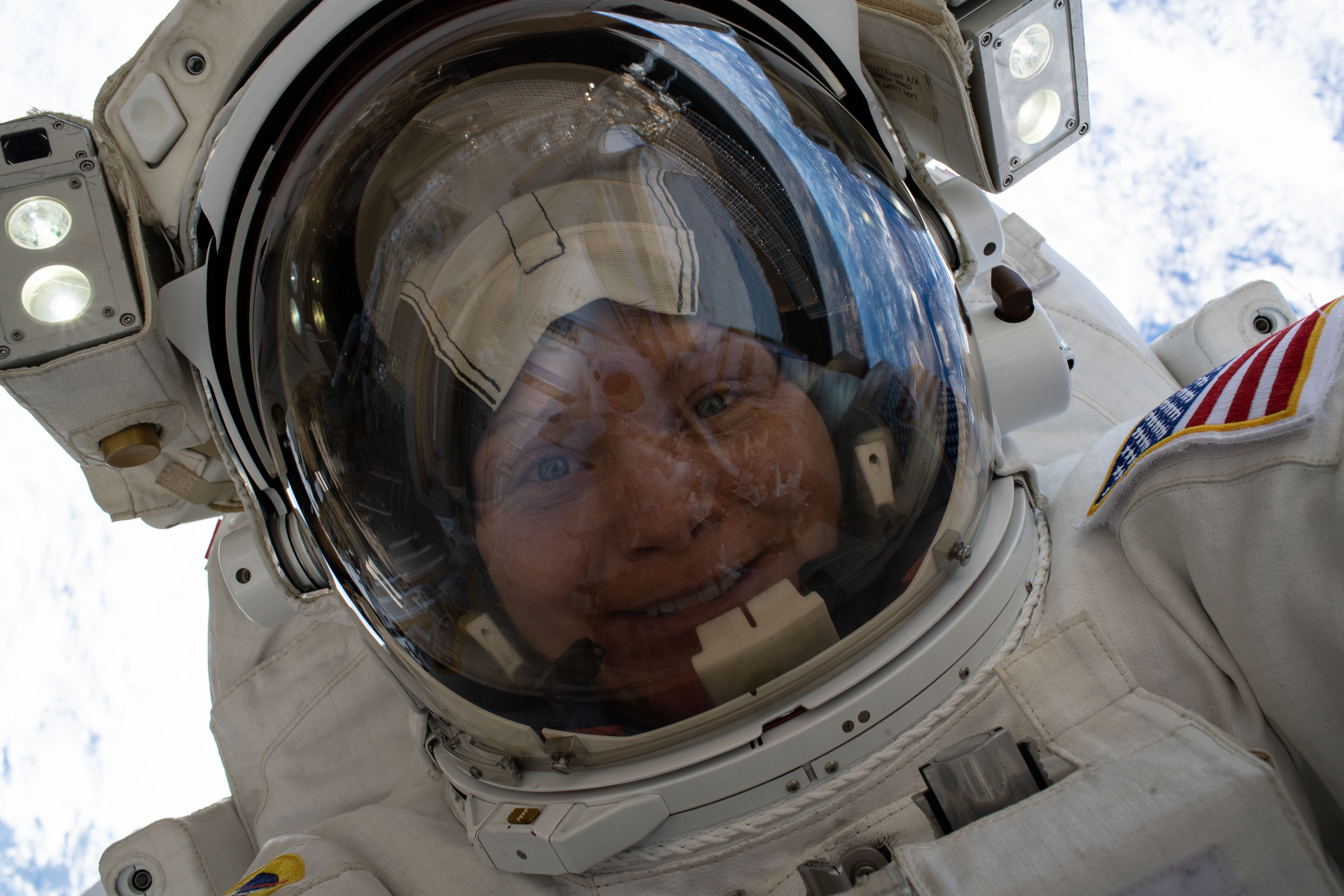
2019年3月22日，麥克萊恩在她的首次太空漫步（遠征59艙外活動1）期間自拍。

麥克萊恩原定於3月29日與克里斯蒂娜·科赫一起進行第二次艙外活動，有望實現史上首次全女性太空漫步， 但太空衣尺寸問題導致這次艙外活動被重新分配給黑格和科赫。 4月8日，麥克萊恩與聖雅克進行了第二次太空漫步。
2019年6月24日，麥克萊恩、聖雅克和科諾年科乘坐聯盟MS-11返回地球。

### 遠征72/73
麥克萊恩與飛行員尼科尔·艾尔斯以及任務專家大西卓哉和基里尔·佩斯科夫一起被選為SpaceX载人10号國際太空站任務的指揮官。該任務於2025年3月14日發射。

## 榮譽
麥克萊恩曾獲國防優秀服役獎章、功績勳章、銅星勳章、帶V字的航空獎章、其他兩枚航空獎章、兩枚陸軍嘉獎獎章、兩枚陸軍功績獎章、帶兩顆服役星章的伊拉克參戰獎章 、反恐戰爭服役獎章與三枚海外服役略綬。 她還獲得了巴斯大學的工程榮譽博士學位。

## 個人生活
麥克萊恩於2014年與薩默·沃爾登結婚並成為沃爾登兒子的繼母。麥克萊恩與沃爾登於2019年離婚。
2019年8月23日，《紐約時報》報導，沃爾登透過聯邦貿易委員會對麥克萊恩提起訴訟，指控其在國際太空站居住期間非法取得財務資訊。 該指控導致麥克萊恩的LGBT身分曝光，使其成為繼莎莉·萊德 與溫蒂·B·勞倫斯後第三位已知的LGBT太空人。
該指控隨後被發現是虛假的，洗清了麥克萊恩的罪名。 
2020年4月7日，沃爾登被以兩項虛假陳述罪起訴。
麥克萊恩現居於休士頓郊區。